# Руохолахті (станція метро)
60°09′47″ пн. ш. 024°54′52″ сх. д. / 60.16306° пн. ш. 24.91444° сх. д.
Руохолахті (фін. Ruoholahden metroasema, швед. Gräsvikens metrostation — "Трав'яна бухта") — станція Гельсінського метрополітену. Розташована в районі Руохолахті. Відкрито 16 серпня 1993. Станція була найзахіднішею кінцевою точкою Гельсінського метрополітену протягом 24 років, до 18 листопада 2017 року коли було відкрито перегін до станції Матінкюля.
Біля станції розташована парковка на 72 ровери та 140 автівок
- Конструкція: станція лондонського типу глибокого закладення з однією острівною платформою.
- Пересадка:
  - Автобуси:15, 20, 20N, 20X, 21BX, 21V, 102/T, 103/T, 105, 106/K, 107, 109/T/N, 110/T, 111/T, 112, 121/K/N/NK/NT/T, 122/A, 132/N/NT, 143/A/AT/K/T, 145/K/KN/N, 147/K/KT/T/N, 150/A/K/N, 154/T/N, 156, 158, 160/K/KT/T, 165/N/V, 171, 171A, 171V, 172, 173/Z, 174Z та 190
  - Трамвай: 8